# Il sipario di ferro
Il sipario di ferro (The Iron Curtain) è un film del 1948 diretto da William A. Wellman.
Si tratta del primo film mainstream statunitense di aperta sfiducia nei confronti dell'Unione Sovietica.

## Trama
Il film è basato sui resoconti di Igor Gouzenko, funzionario dell'ambasciata sovietica a Ottawa, che nel settembre 1945 passò dalla parte degli occidentali portando con sé un gran numero di documenti sulle attività dello spionaggio sovietico in Nord America.

## Vicende legali
Il film fu accompagnato da una causa intentata da alcuni compositori sovietici (Sergej Prokof'ev, Dmitrij Šostakovič, Nikolaj Mjaskovskij e Aram Khachaturian) contro la Twentieth Century Fox per l'uso non autorizzato delle loro musiche.